# Дзвіниця Єлецького монастиря
Дзвіниця Єлецького монастиря — надбрамна дзвіниця Єлецького монастиря; пам'ятник архітектури та історії національного значення у Чернігові.

## Історія
Дзвіниця в Єлецькому монастирі, мабуть, була ще за давніх часів. Принаймні її існування у XVI столітті не викликає сумніву. За словами чернігівських старожилів Йоаникій Ґалятовський у Скарбниці повідомляє, що в монастирі «трапеза та дзвіниця від річки Десни була». Отже, вона була десь на краю Болдиної гори.
Найраніша висотна споруда Чернігова. На місці дерев'яної в період 1670—1675 років було збудовано кам'яну дзвіницю як оборонну надбрамну вежу — в ній і зараз можна побачити численні бійниці.
Постановою Кабінету Міністрів УРСР від 24.08.1963 № 970 надано статус «пам'ятника архітектури національного значення» з охоронною № 817/2.
Постановою Кабінету міністрів України від 10.10.2012 № 929 надано статус «пам'ятник архітектури та історії національного значення» з охоронною № 250043/2-Н за назвою «Дзвіниця Успенського собору».

## Опис
Входить до комплексу споруд Єлецького Успенського монастиря — ділянка історико-архітектурного заповідника «Чернігів стародавній», розташований на Єлецькій Горі — вулиця Князя Чорного, 1.
Двоярусна, де 1-й ярус — триповерховий: на першому поверсі розташовані ворота, на другому та третьому зберігся архів. Восьмикутна в плані, висота до купола 34 м. Яруси підкреслені в оформленні фасадів горизонтальними профілями, які опоясують восьмерик, а по кутах його знизу вгору тягнуться неширокі пілястри, які імітують вінця зрубу.
Ворота дзвіниці, іменовані раніше Святими, виходили безпосередньо на Єлецьку вулицю, яка з'єднує монастир із Валом. Колись це був головний в'їзд до обителі.
Дзвіниця ремонтувалася в 1815, 1876—1878 і в післявоєнні роки. 1977 року було проведено ремонтно-реставраційні роботи.